# 수정초등학교 삼가분교
수정초등학교 삼가분교는 대한민국 충청북도 보은군에 있는 공립 초등학교이다.

## 연혁
- 1946년 9월 30일 : 법주국민학교 삼가분교로 개교[1]
- 1949년 : 삼가국민학교로 변경[1]
- 1993년 3월 1일 : 수정국민학교 삼가분교로 개편[2]
- 2018년 2월 28일 : 폐교[3]